# Route nationale 341
Pour les articles homonymes, voir Route 341.
La route nationale 341, ou RN 341, était une route nationale française reliant Sainte-Catherine-lès-Arras à Saint-Martin-Boulogne. Son tracé était celui de l'ancienne voie romaine d'Arras à Boulogne-sur-Mer par Thérouanne, ce qui explique son nom de « Chaussée Brunehaut » et les deux villages dénommés « Estrée ».
À la suite de la réforme de 1972, la RN 341 a été déclassée en RD 341, le Pas-de-Calais ayant attribué le nom de RD 941 à l'ancienne RN 41 entre Frévent et la limite du département de la Somme.

## Ancien tracé de Sainte-Catherine-lez-Arras à Saint-Martin-Boulogne (D 341)

### Ancien tracé de Sainte-Catherine-lez-Arras à Houdain
- Sainte-Catherine-lès-Arras (km 0)
- Anzin-Saint-Aubin (km 2)
- Mont-Saint-Éloi (km 7)
- Camblain-l'Abbé (km 12)
- Estrée-Cauchy (km 16)
- Gauchin-Légal (km 19)
- Rebreuve-Ranchicourt (km 22)
- Houdain (km 24)

### Ancien tracé de Houdain à Thérouanne
- Houdain (km 24)
- Divion (km 28)
- Cauchy-à-la-Tour (km 34)
- Ferfay (km 36)
- Auchy-au-Bois (km 42)
- Rely (km 44)
- Estrée-Blanche (km 48)
- Blessy (km 49)
- Thérouanne (km 54)

### Ancien tracé de Thérouanne à Saint-Martin-Boulogne
- Thérouanne (km 54)
- Ouve-Wirquin (km 63)
- Drionville, commune de Thiembronne (km 70)
- Le Maisnil-Boutry, communes de Vaudringhem et de Ledinghem (km 74)
- Bois-de-Senlecques (km 78)
- Desvres (km 87)
- Wirwignes (km 92)
- Baincthun (km 98)
- Mont Lambert, commune de Saint-Martin-Boulogne (km 100)
- Saint-Martin-Boulogne (km 103)